# Rafael del Pino
Rafael del Pino Moreno (* 10. November 1920 in Madrid; † 14. Juni 2008 ebenda) war ein spanischer Bauunternehmer. Er trug den Beinamen „Rey del Ladrillo“ (dt. König des Backsteins) und galt zum Zeitpunkt seines Todes nach Amancio Ortega als zweitreichster Mann Spaniens. Sein Vermögen und das seiner Familie wurde vom Forbes Magazine auf 5 Mrd. US-Dollar geschätzt.
Del Pino war promovierter Wege-, Kanal- und Hafenbauingenieur und begann seine Laufbahn 1947 bei der Firma Vías y Construcciones, die er 1952 als Direktor verließ, um sein eigenes Unternehmen Ferrovial zu gründen. Ferrovial belieferte zunächst in der spanischen Nachkriegszeit die Renfe mit aus Deutschland importierten Eisenbahnschwellen. Als in den 1960er-Jahren die U-Bahnen von Madrid und Barcelona erweitert wurden, war Ferrovial auch daran beteiligt. Gleichzeitig weitete die Firma ihr Geschäftsfeld auch auf den Straßenbau und die Mitwirkung an den großen Staudammprojekten der Franco-Zeit aus. Nach der Übernahme verschiedener Unternehmen seit Mitte der 1990er-Jahre ist Ferrovial heute das zweitgrößte Bauunternehmen in Spanien und hat mehr als 23.000 Mitarbeiter. Ihm gehören u. a. mautpflichtige Straßen in Chicago, Irland, Portugal und Chile sowie zahlreiche innerstädtische Parkplätze. Das Unternehmen betrieb bereits vor 2006 die Flughäfen Bristol, Belfast, Sydney (20,9 % Beteiligung) und Antofagasta (Chile). Durch die Übernahme der British Airports Authority Anfang Juni 2006 kamen die größten britischen Flughäfen (Heathrow, Gatwick, Stansted) hinzu.
Rafael del Pino gab den Posten des Vorstandsvorsitzenden seines Unternehmens im Jahr 2000 an seinen Sohn Rafael del Pino Calvo-Sotelo (* 1958) ab. Der Familie del Pino gehörte damals 58 % des Unternehmens. Del Pino selbst war seit seinem Rückzug aus der Firma oft mit seiner hochseetüchtigen Luxusyacht Alcor unterwegs. Er war verheiratet mit Ana María Calvo-Sotelo, der Schwester des ehemaligen Ministerpräsidenten, Ministers für Öffentliche Bauten und Präsidenten der spanischen Eisenbahnen Leopoldo Calvo-Sotelo. 
Das Ehepaar hatte fünf Kinder. 